# Decimoctava Enmienda a la Constitución de los Estados Unidos
La Decimoctava Enmienda a la Constitución de los Estados Unidos (Enmienda XVIII), junto con la Ley Volstead que definió el concepto de «licor embriagador» en los Estados Unidos, estableció la ley seca en el país. Fue ratificada en enero de 1919. Fue remplazada por la Vigesimoprimera Enmienda en 1933, siendo la única instancia en que una Enmienda ha sido anulada. La Enmienda XVIII también fue única por el hecho que estableció un tiempo de retardo en su entrada en vigor después de su ratificación, además de poner un plazo para ser ratificada por los Estados.

## Texto
Section 1. After one year from the ratification of this article the manufacture, sale, or transportation of intoxicating liquors within, the importation thereof into, or the exportation thereof from the United States and all territory subject to the jurisdiction thereof for beverage purposes is hereby prohibited.

Section 2. The Congress and the several States shall have concurrent power to enforce this article by appropriate legislation.

Section 3. This article shall be inoperative unless it shall have been ratified as an amendment to the Constitution by the legislatures of the several States, as provided in the Constitution, within seven years from the date of the submission hereof to the States by the Congress.
Sección 1. Un año después de la ratificación de este artículo quedará prohibida por el presente la fabricación, venta o transporte de licores embriagantes dentro de los Estados Unidos y de todos los territorios sometidos a su jurisdicción, así como su importación a los mismos.

Sección 2. El Congreso y los Estados tendrán autoridad concurrente para reforzar este artículo por medio de una legislación apropiada.

Sección 3. Este artículo quedará sin efecto a menos que sea ratificado como enmienda a la Constitución por las legislaturas de la mayoría de los distintos Estados en la forma prevista por la Constitución y dentro de los siete años siguientes a la fecha en que el Congreso lo someta a los Estados.

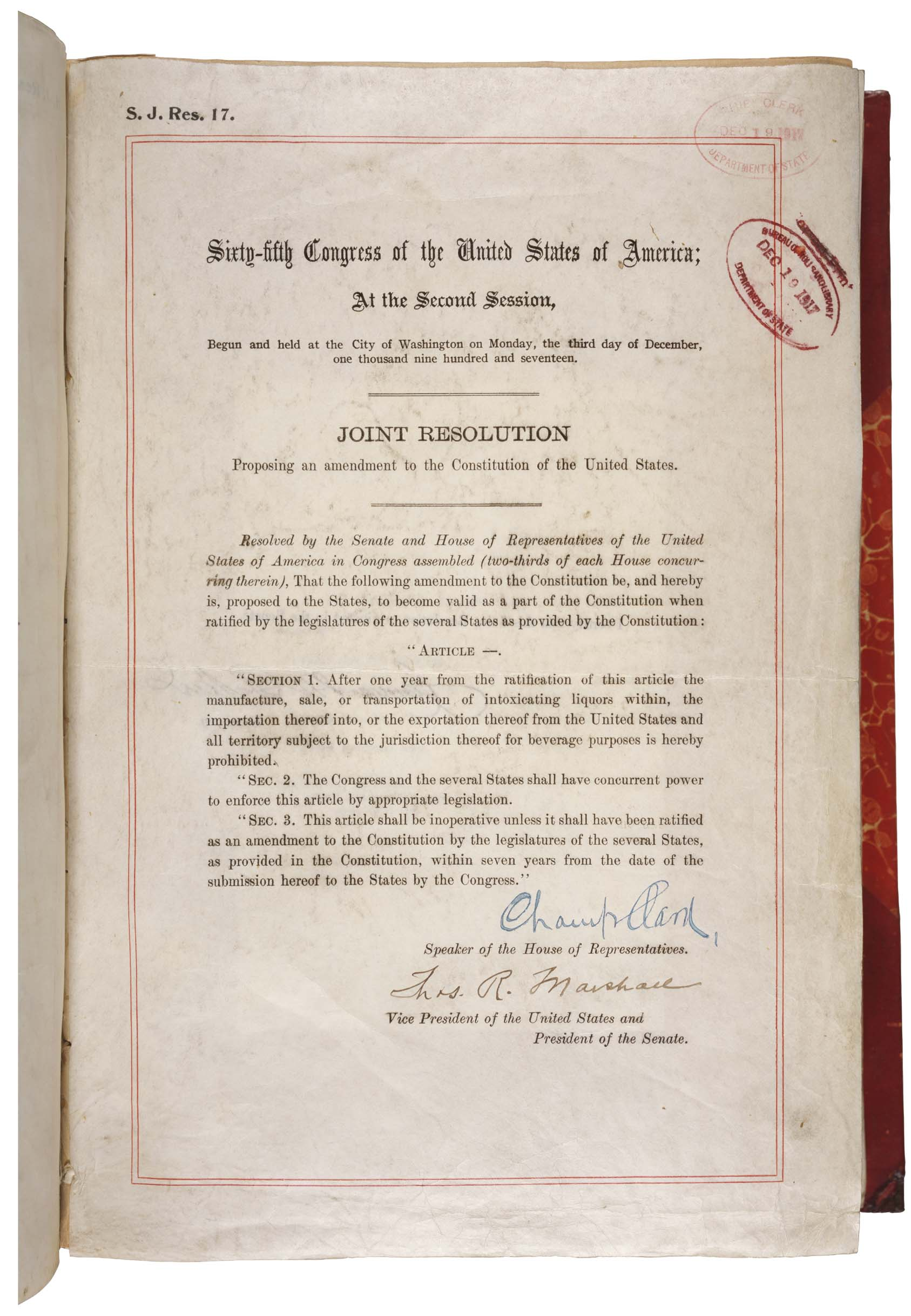
La Enmienda XVIII.